# الستی-گرل
الستی-گرل (به انگلیسی: Elasti-Girl) با نام کامل ریتا فار دیتون، یک شخصیت خیالی ابرقهرمان در کتاب‌های کامیک آمریکایی منتشر شده توسط دی‌سی کامیکس است، که در درجه اول به عنوان یکی از اعضاء تیم ابرقهرمانی دووم پاترول به‌شمار می‌رود. شخصیت الاستی-گرل توسط نویسنده آرنولد دریک و طراح برونو پرمیانی خلق شده‌است؛ که برای نخستین‌بار در شمارهٔ ۸۰ از مجموعه کمیک بزرگترین ماجراجویی من (ژوئن ۱۹۶۳) حضور پیدا کرد. ریتا فار یک هنرپیشه هالیوود بود تا اینکه وقتی مشغول فیلم‌برداری در آفریقا بود، در معرض گازهای غیر عادی آتشفشانی قرار گرفت و کارش را از دست داد. ریتا متوجه شد که قادر به کنترل، افزایش یا کاهش اندازه فیزیکی بدنش به میزان دلخواه شده‌است. او که دیگر جایی برای فرار نداشت، پیشنهاد دکتر نایلز کولدر (با نام مستعار چیف) را پذیرفت و به یکی از اعضای تیم دوم پاترول تبدیل شد.
آوریل بالبی در مجموعه تلویزیونی تایتان‌ها (۲۰۱۸) وظیفه بازی در این نقش را بر عهده داشت، و همچنین این نقش را در مجموعه اسپین‌آف دووم پاترول تکرار نمود.